# 卡姆普镇
卡姆普镇（Kampur Town），是印度阿萨姆邦Nagaon县的一个城镇。总人口5408（2001年）。

## 人口
该地2001年总人口5408人，其中男性2797人，女性2611人；0—6岁人口560人，其中男292人，女268人；识字率75.26%，其中男性为79.41%，女性为70.82%。